# مهمانسرای شیطان
مهمانسرای شیطان (به ژاپنی: いのちにぼうにふろう) فیلمی به کارگردانی ماساکی کوبایاشی است که در سال ۱۹۷۱ اکران شد. از بازیگران آن می‌توان به تاتسویا ناکادای، کوماکی کوری هارا و کی یاماموتواشاره کرد.